# Ligne 1 du métro de Wuhan
La ligne 1 du métro de Wuhan est une ligne du réseau métropolitain de Wuhan en Chine. Inaugurée en 2004 et étendue en 2010, elle est principalement constituée en voie aérienne. Elle relie les terminus Hankou Bei au nord-est, à Jinghe à l'ouest.

## Historique

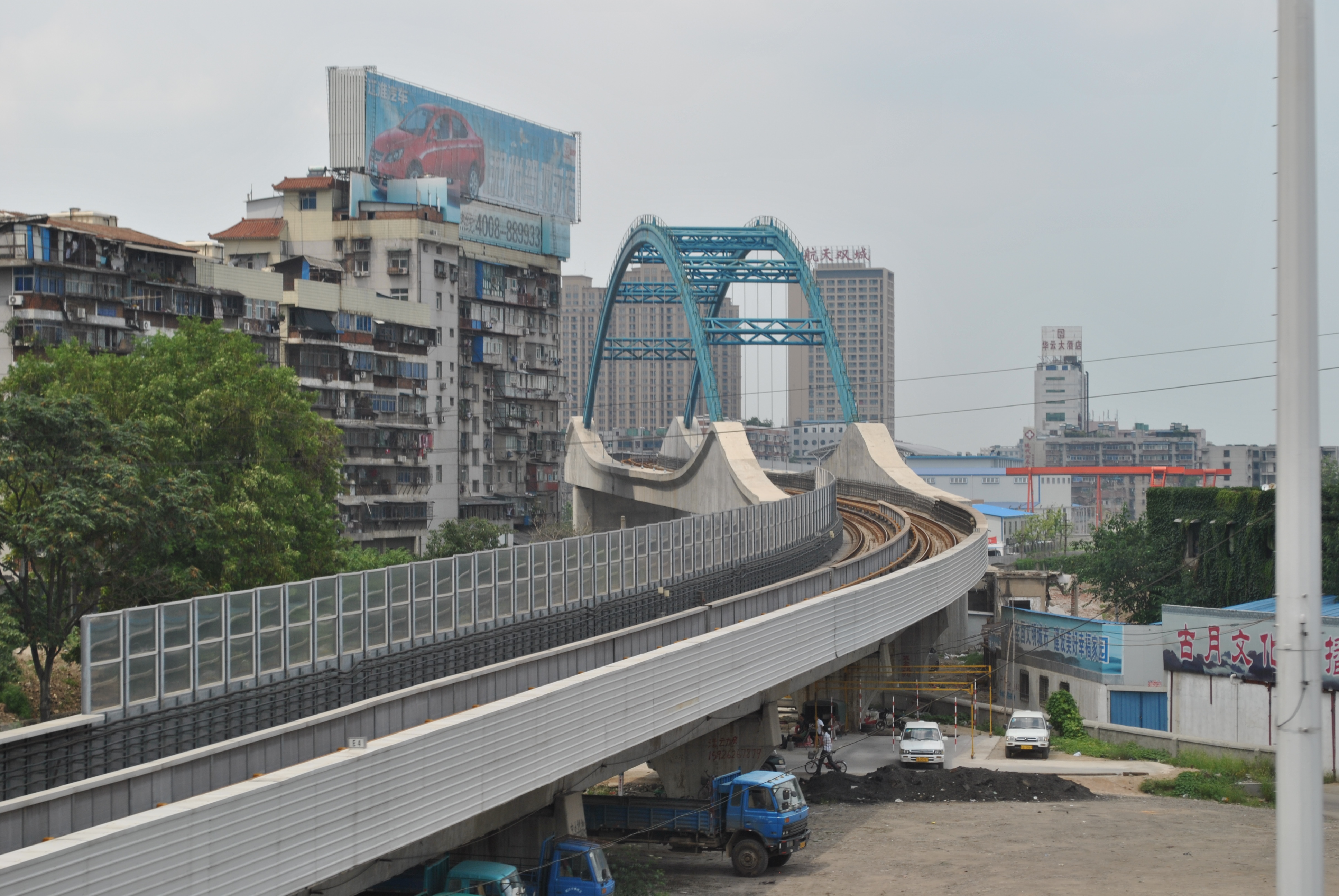
Un pont sur la ligne 1 du métro de Wuhan

Cette première ligne du métro de Wuhan est mise en service le 28 septembre 2004, longue de 10,2 km elle dispose alors de dix stations. Établie en aérien elle dispose d'un système de conduite automatique sans conducteur qui permet un trafic maximum d'une rame toutes les 90 secondes. Elle est ensuite prolongées plusieurs fois pour atteindre, en 2017, une longueur de 38,2 km avec 32 stations.

## Tracé et stations
La ligne dessert 32 stations sur 38,2 km sur la rive gauche et au nord du fleuve Yangzi desservant le centre du pôle urbain. Elle est en correspondance avec les lignes 2, 3, 7, 8 et 21 (dite « ligne Yangluo ») du métro de Wuhan.

### Liste des stations
|  |   |  |  | Station           | Nom en chinois | Traductions                              | Coordonnées                   | Correspondances |
|  | - |  |  | ----------------- | -------------- | ---------------------------------------- | ----------------------------- | --------------- |
|  | O |  |  | Jinghe            | 径河           | Rivière Jing                             | 30° 39′ 39″ N, 114° 06′ 46″ E |                 |
|  | o |  |  | Sandian           | 三店           | Trois commerces                          | 30° 39′ 05″ N, 114° 06′ 52″ E |                 |
|  | o |  |  | Matoutan Gongyuan | 码头潭公园     | Parc Matoutan (en) Matoutan Park         | 30° 38′ 03″ N, 114° 07′ 04″ E | 6               |
|  | o |  |  | Dongwu Dadao      | 东吴大道       | Boulevard Dongwu (en) Dongwu Boulevard   | 30° 37′ 35″ N, 114° 07′ 24″ E |                 |
|  | o |  |  | Wuhuan Dadao      | 五环大道       | Boulevard Wuhuan (en) Wuhuan Boulevard   | 30° 37′ 11″ N, 114° 08′ 01″ E |                 |
|  | o |  |  | Etouwan           | 额头湾         |                                          | 30° 37′ 14″ N, 114° 09′ 04″ E |                 |
|  | o |  |  | Zhuyehai          | 竹叶海         | Mer des feuilles de bambou               | 30° 37′ 01″ N, 114° 09′ 31″ E |                 |
|  | o |  |  | Duoluokou         | 舵落口         |                                          | 30° 36′ 44″ N, 114° 09′ 50″ E |                 |
|  | o |  |  | Gutian Yilu       | 古田一路       | 1re route de Gutian (en) Gutian 1st Road | 30° 36′ 24″ N, 114° 10′ 41″ E |                 |
|  | o |  |  | Gutian Erlu       | 古田二路       | 2de route de Gutian (en) Gutian 2nd Road | 30° 35′ 59″ N, 114° 11′ 29″ E |                 |
|  | o |  |  | Gutian Sanlu      | 古田三路       | 3e route de Gutian (en) Gutian 3rd Road  | 30° 35′ 44″ N, 114° 11′ 59″ E |                 |
|  | o |  |  | Gutian Silu       | 古田四路       | 4e route de Gutian (en) Gutian 4th Road  | 30° 35′ 30″ N, 114° 12′ 23″ E |                 |
|  | o |  |  | Hanxi Yilu        | 汉西一路       | 1re route Ouest Han (en) Hanxi 1st Road  | 30° 35′ 16″ N, 114° 12′ 48″ E |                 |
|  | o |  |  | Zongguan          | 宗关           |                                          | 30° 34′ 58″ N, 114° 13′ 17″ E | 3               |
|  | o |  |  | Taipingyang       | 太平洋         | Océan Pacifique                          | 30° 34′ 36″ N, 114° 14′ 07″ E |                 |
|  | o |  |  | Qiaokoulu         | 硚口路         | Rue Qiaokou (en) Qiaokou Road            | 30° 34′ 26″ N, 114° 14′ 44″ E |                 |
|  | o |  |  | Chongrenlu        | 崇仁路         | Rue Chongren (en) Chongren Road          | 30° 34′ 35″ N, 114° 15′ 23″ E |                 |
|  | o |  |  | Liji Beilu        | 利济北路       | Liji - Rue Nord (en) Liji North Road     | 30° 34′ 48″ N, 114° 15′ 54″ E |                 |
|  | o |  |  | Youyilu           | 友谊路         | Rue Youyi(en) Youyi Road                 | 30° 35′ 00″ N, 114° 16′ 23″ E |                 |
|  | o |  |  | Xunlimen          | 循礼门         | Porte Xunli                              | 30° 35′ 17″ N, 114° 16′ 54″ E | 2               |
|  | o |  |  | Dazhilu           | 大智路         | Rue Dazhi (en) Dazhi Road                | 30° 35′ 42″ N, 114° 17′ 22″ E | 6               |
|  | o |  |  | Sanyanglu         | 三阳路         | Rue Sanyang (en) Sanyang Road            | 30° 36′ 07″ N, 114° 17′ 47″ E | 7               |
|  | o |  |  | Huangpulu         | 黄浦路         | Rue Huangpu (en) Huangpu Road            | 30° 36′ 39″ N, 114° 18′ 09″ E | 8               |
|  | o |  |  | Toudaojie         | 头道街         | Rue Toudao (en) Toudao Street            | 30° 37′ 12″ N, 114° 18′ 30″ E |                 |
|  | o |  |  | Erqilu            | 二七路         | Rue Erqi (en) Erqi Road                  | 30° 37′ 38″ N, 114° 18′ 47″ E |                 |
|  | o |  |  | Xuzhouxincun      | 徐州新村       | Nouveau village Xuzhou                   | 30° 38′ 00″ N, 114° 19′ 03″ E |                 |
|  | o |  |  | Danshuichi        | 丹水池         |                                          | 30° 38′ 45″ N, 114° 19′ 28″ E |                 |
|  | o |  |  | Xinrong           | 新荣           |                                          | 30° 39′ 29″ N, 114° 19′ 44″ E | 21              |
|  | o |  |  | Dijiao            | 堤角           |                                          | 30° 40′ 05″ N, 114° 19′ 59″ E |                 |
|  | o |  |  | Tengzigang        | 滕子岗         |                                          | 30° 40′ 37″ N, 114° 20′ 10″ E |                 |
|  | o |  |  | Shekouxincheng    | 滠口新城       | Ville nouvelle de Shekou                 | 30° 41′ 13″ N, 114° 20′ 13″ E |                 |
|  | O |  |  | Hankou Bei        | 汉口北         | Hankou - Nord (en) Hankou North          | 30° 42′ 51″ N, 114° 19′ 26″ E |                 |